# Radio Corporation of America
Radio Corporation of America, zkratkou RCA, byla americká elektronická společnost existující v letech 1919 až 1986. Jejím zakladatelem a prvním ředitelem byl David Sarnoff. 
Společnost proslula vytvořením první sítě rozhlasových stanic NBC. V meziválečném období byla hlavním producentem elektronek ve Spojených státech, především pod značkou Radiotron.  Vyráběla i gramofony, rádia a televizory. 

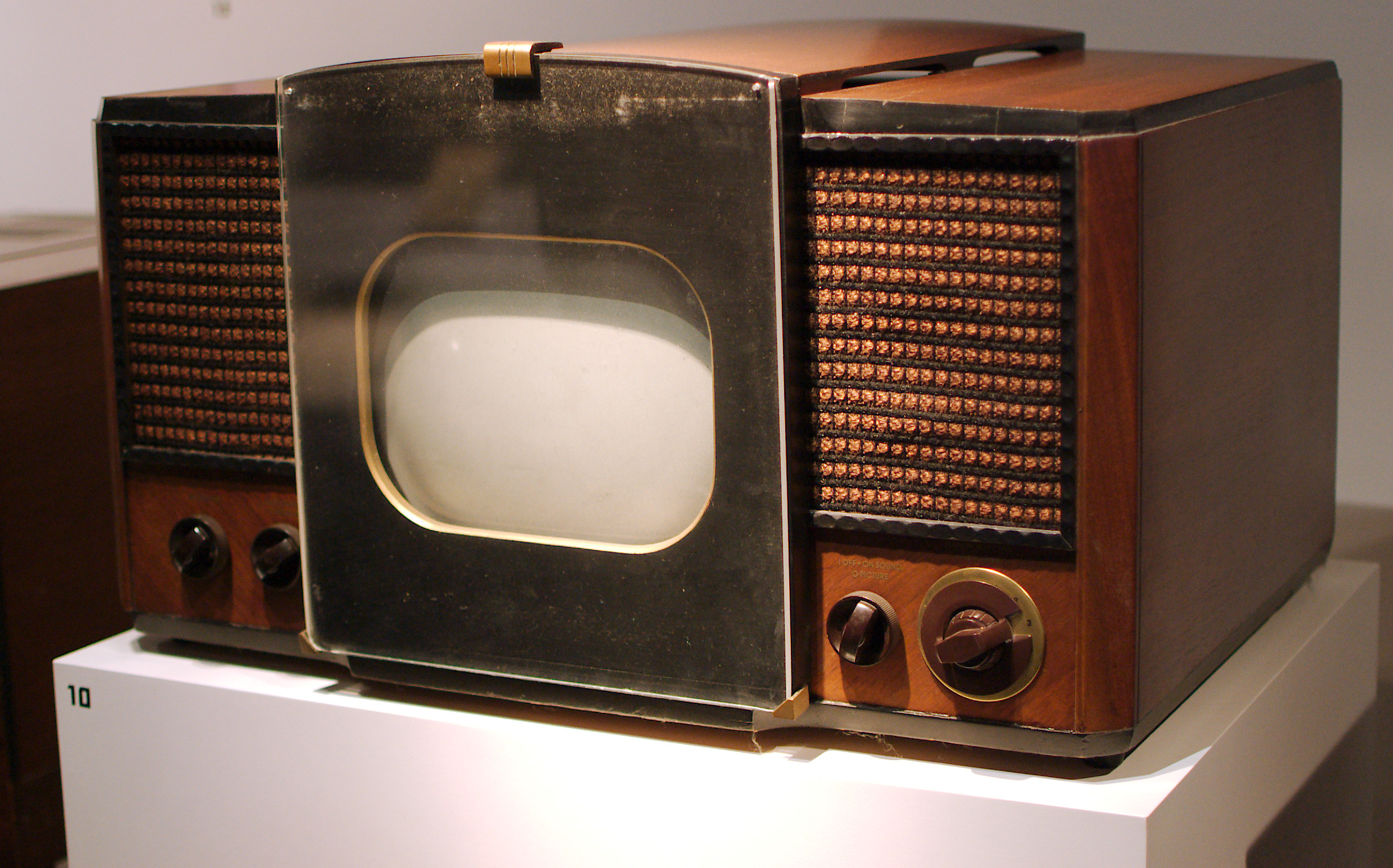
Televizor RCA 630-TS vyráběný v letech 1946 až 1947

V roce 1939 společnost RCA představila na světové výstavě v New Yorku plně elektronický televizní systém. Po druhé světové válce vyvinula systém barevné televize NTSC. 
Během 70. let 20. století začala zdánlivě nedobytná pozice RCA jako lídra v oblasti technologií, inovací a domácí zábavy slábnout, když se pokoušela expandovat ze svého hlavního zaměření vývoje a marketingu spotřební elektroniky a komunikací do diverzifikovaného nadnárodního konglomerátu. Kromě toho začala společnost čelit rostoucí konkurenci v USA ze strany mezinárodních elektronických firem, jako jsou Sony, Philips a Mitsubishi. RCA utrpěla obrovské finanční ztráty v průmyslu sálových počítačů a dalších neúspěšných projektech, jako je videodisk CED. 
Ačkoli se společnost v polovině 80. let vzpamatovávala, RCA nikdy nezískala svou bývalou eminenci a v roce 1986 byla znovu získána společností General Electric; během několika příštích let GE zlikvidovala většinu aktiv korporace. Dnes RCA existuje pouze jako obchodní značka; různé ochranné známky RCA jsou v současné době ve vlastnictví společností Sony Music Entertainment a Technicolor, které následně licencují značku RCA a ochranné známky několika dalším společnostem, včetně Voxx International, Curtis International, AVC Multimedia, TCL Corporation a Express LUCK International, Ltd. různé produkty. 